# Prasonica olivacea
Prasonica olivacea là một loài nhện trong họ Araneidae.
Loài này thuộc chi Prasonica. Prasonica olivacea được Embrik Strand miêu tả năm 1906.